# Kamienica przy ulicy Wiślnej 10 w Krakowie
Kamienica przy ulicy Wiślnej 10 – zabytkowa kamienica znajdująca się w Krakowie, w dzielnicy I Stare Miasto przy ulicy Wiślnej, na Starym Mieście.

## Historia

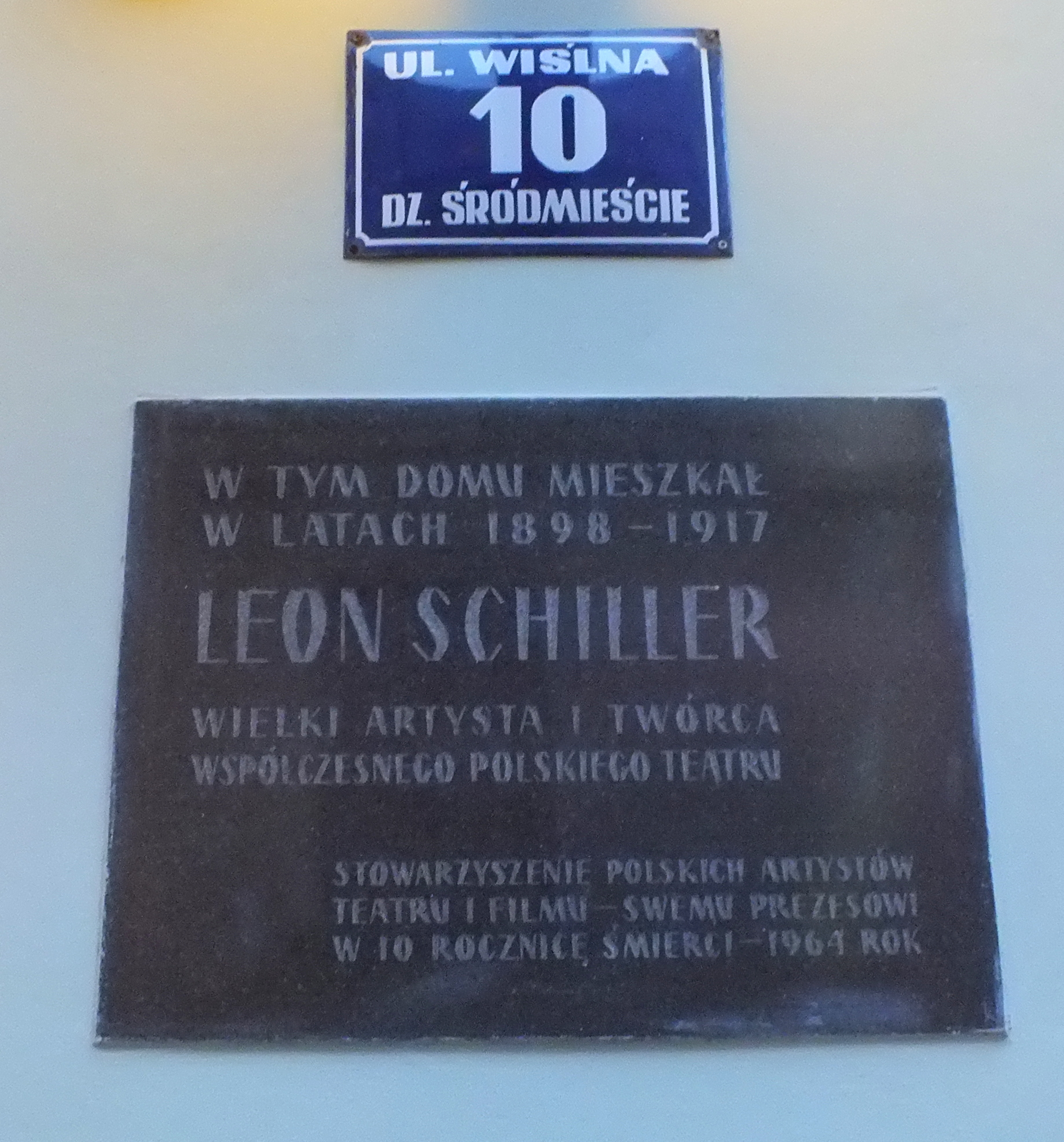
Tablica upamiętniająca Leona Schillera

Kamienica została wzniesiona na przełomie XIV i XV wieku. Historycznie związana była z sąsiednim Pałacem Biskupim. W połowie XVIII wieku biskup Andrzej Stanisław Załuski założył w niej drukarnię, zwaną Nową, Biskupią lub Załuskiego. W 1775 drukarnia przeszła na własność Uniwersytetu Jagiellońskiego i została połączona z Drukarnią Akademicką. Kamienica spłonęła podczas wielkiego pożaru Krakowa w 1850. Odbudowana została jako dwupiętrowa, otrzymując neoklasycystyczną fasadę. W I połowie XX wieku nadbudowano trzecie piętro.
W latach 1898–1917 w budynku mieszkał Leon Schiller, reżyser i krytyk teatralny, co upamiętnia tablica na fasadzie.
2 czerwca 1966 kamienica została wpisana do rejestru zabytków. Znajduje się także w gminnej ewidencji zabytków.

## Architektura
Kamienica ma cztery kondygnacje. Fasada jest pięcioosiowa. Do wysokości drugiego piętra posiada ona neoklasycystyczny wystrój. Podzielona jest w sposób wertykalny za pomocą pilastrów. Środkowa oś podkreślona jest ryzalitem, balkonem na wysokości pierwszego piętra oraz trójkątnym frontonem nad drzwiami balkonowymi. Elewacja trzeciego piętra, nadbudowanego w XX wieku, jest pozbawiona dekoracji.  